# دورنتروپ
دورنتروپ (به آلمانی: Dörentrup) یک شهر  در آلمان است که در لیپه واقع شده‌است. دورنتروپ ۸٬۰۱۷ نفر جمعیت دارد.